# Shickshinny
Shickshinny és una població dels Estats Units a l'estat de Pennsilvània. Segons el cens del 2007 tenia 896 habitants.

## Demografia
Segons el cens del 2000, Shickshinny tenia 959 habitants, 415 habitatges, i 241 famílies. La densitat de població era de 1.000,7 habitants/km².
Dels 415 habitatges en un 25,8% hi vivien nens de menys de 18 anys, en un 41,2% hi vivien parelles casades, en un 10,4% dones solteres, i en un 41,7% no eren unitats familiars. En el 36,9% dels habitatges hi vivien persones soles el 24,1% de les quals corresponia a persones de 65 anys o més que vivien soles. El nombre mitjà de persones vivint en cada habitatge era de 2,31 i el nombre mitjà de persones que vivien en cada família era de 3,01.
Per edats la població es repartia de la següent manera: un 21,7% tenia menys de 18 anys, un 8% entre 18 i 24, un 27,2% entre 25 i 44, un 20,5% de 45 a 60 i un 22,5% 65 anys o més.
L'edat mediana era de 40 anys. Per cada 100 dones de 18 o més anys hi havia 89,2 homes.
La renda mediana per habitatge era de 28.594$ i la renda mediana per família de 36.333$. Els homes tenien una renda mediana de 27.273$ mentre que les dones 21.250$. La renda per capita de la població era de 14.880$. Entorn del 8,5% de les famílies i el 10,3% de la població estaven per davall del llindar de pobresa.

## Poblacions properes
El següent diagrama mostra algunes poblacions properes.